# 堂場瞬一
堂場 瞬一（どうば しゅんいち、1963年5月21日 -）は、日本の小説家。主に、スポーツ小説、警察小説の分野で活躍する。本名は山野辺一也。

## 経歴
茨城県出身。茨城県立下妻第一高等学校、青山学院大学国際政治経済学部卒業。高校時代はラグビー部の主将。
1986年、読売新聞東京本社に入社。社会部記者やパソコン雑誌編集者を務めるかたわら小説を執筆し、2000年に『8年』で第13回小説すばる新人賞を受賞。同作はスポーツ小説であったが、第2作『雪虫』が警察小説という全く方向性の違うテーマだったため、周囲を驚かせた（『雪虫』解説より）。
2012年末、読売新聞退社。
2015年、『警察回りの夏』で第36回吉川英治文学新人賞候補。
2015年10月に上梓する『Killers』が100冊目の著書であることを記念し、90冊目となる2014年12月の『ルール』から、出版社を横断した「堂場瞬一の100冊・カウントダウンプロジェクト」がウェブ上で行われた。

## 人物
新聞記者出身ということもありかなりの速筆で、1ヶ月で1050枚の原稿を書いたこともある。

## 作品

### シリーズ作品
- 刑事・鳴沢了シリーズ（全10巻+番外編 第4作目からは文庫書き下ろしで刊行）
  - 雪虫（2001年12月 中央公論新社 / 2004年11月 中公文庫 / 2020年1月 中公文庫【新装版】）
  - 破弾（2003年2月 中央公論新社 / 2005年1月 中公文庫 / 2020年2月 中公文庫【新装版】）
  - 熱欲（2003年10月 中央公論新社 / 2005年6月 中公文庫 / 2020年3月 中公文庫【新装版】）
  - 孤狼（2005年10月 中公文庫 / 2020年4月 中公文庫【新装版】）
  - 帰郷（2006年2月 中公文庫 / 2020年5月 中公文庫【新装版】）
  - 讐雨（2006年6月 中公文庫 / 2020年6月 中公文庫【新装版】）
  - 血烙（2007年2月 中公文庫 / 2020年7月 中公文庫【新装版】）
  - 被匿（2007年6月 中公文庫 / 2020年8月 中公文庫【新装版】）
  - 疑装（2008年2月 中公文庫 / 2020年9月 中公文庫【新装版】）
  - 久遠（2008年6月 中公文庫【上・下】 / 2020年10月 中公文庫【新装版 上・下】）
  - 七つの証言 刑事・鳴沢了外伝【短編集】（2012年2月 中公文庫 / 2020年11月 中公文庫【新装版】）
- 真崎薫シリーズ(神奈川県警元刑事→私立探偵）
  - 蒼の悔恨（2007年5月 PHP研究所 / 2009年4月 PHP文芸文庫）
  - 青の懺悔（2008年4月 PHP研究所 / 2010年3月 PHP文芸文庫）
  - 灰の旋律（2009年6月 PHP研究所）
- 汐灘サーガ（「汐灘」という架空の地方都市を舞台としたシリーズ）
  - 長き雨の烙印（2007年11月 中央公論新社 / 2010年11月 中公文庫）
  - 断絶（2008年12月 中央公論新社 / 2011年7月 中公文庫）
  - 夜の終焉（2009年10月 中央公論新社 / 2012年7月 中公文庫【上・下】）
- 警視庁失踪課・高城賢吾シリーズ（文庫書き下ろしで刊行 全10巻）
  - 蝕罪（2009年02月 中公文庫）
  - 相剋（2009年04月 中公文庫）
  - 邂逅（2009年08月 中公文庫）
  - 漂泊（2010年02月 中公文庫）
  - 裂壊（2010年06月 中公文庫）
  - 波紋（2011年02月 中公文庫）
  - 遮断（2011年10月 中公文庫）
  - 牽制（2012年12月 中公文庫）
  - 闇夜（2013年03月 中公文庫）
  - 献心（2013年06月 中公文庫）
- 警視庁追跡捜査係（2作目以降文庫書き下ろしで刊行、以下続刊予定）
  - 交錯（2010年1月 ハルキ文庫） - 『ランティエ』連載
  - 策謀（2011年1月 ハルキ文庫）
  - 謀略（2012年1月 ハルキ文庫）
  - 標的の男（2013年1月 ハルキ文庫）
  - 刑事の絆（2013年12月 ハルキ文庫）
  - 暗い穴（2015年9月 ハルキ文庫）
  - 報い（2017年2月 ハルキ文庫）
  - 脅迫者（2018年7月 ハルキ文庫）
  - 垂れ込み（2020年1月 ハルキ文庫）
  - 時効の果て（2021年1月 ハルキ文庫）
  - 不可能な過去（2023年1月 ハルキ文庫）
- アナザーフェイス（『親子の肖像』以外は文庫書下ろし、全9巻+番外編）
  - アナザーフェイス（2010年7月 文春文庫）
  - 敗者の嘘（2011年3月 文春文庫）
  - 第四の壁（2011年12月 文春文庫）
  - 消失者（2012年11月 文春文庫）
  - 凍る炎（2013年12月 文春文庫）
  - 親子の肖像（2014年10月 文春文庫） - 初出：『オール讀物』2013年8月号 - 2014年6月号まで隔月掲載
  - 高速の罠（2015年3月 文春文庫）
  - 愚者の連鎖（2016年3月 文春文庫）
  - 潜る女（2017年3月 文春文庫）
  - 闇の叫び（2018年3月 文春文庫）
- 捜査一課・澤村慶司
  - 逸脱（2010年8月 角川書店 / 2012年9月 角川文庫）
  - 歪（ひずみ）（2012年1月 角川書店 / 2013年11月 角川文庫）
  - 執着（2013年2月 角川書店 / 2015年2月 角川文庫）
- 探偵・濱崎シリーズ
  - over the edge（2012年11月 早川書房 / 2015年4月 ハヤカワ文庫）- 初出：『ミステリマガジン』〈早川書房〉2012年3月号 - 10月号
  - under the bridge（2016年11月 早川書房 / 2019年5月 ハヤカワ文庫）
- 「捜査」シリーズ
  - 検証捜査（2013年7月 集英社文庫）
  - 複合捜査 (2014年12月 集英社文庫）
  - 共犯捜査（2016年7月 集英社文庫）
  - 時限捜査（2017年12月 集英社文庫）
  - 凍結捜査（2019年7月 集英社文庫）
  - 共謀捜査（2020年12月 集英社文庫）
- 刑事の挑戦・一之瀬拓真（文庫書き下ろしで刊行、以下続刊予定）
  - ルーキー（2014年3月 中公文庫）
  - 見えざる貌（2014年9月 中公文庫）
  - 誘爆（2015年5月 中公文庫）
  - 特捜本部（2016年6月 中公文庫）
  - 奪還の日（2017年4月 中公文庫）
  - 零れた明日（2018年4月 中公文庫）
- 警視庁犯罪被害者支援課（文庫書き下ろしで刊行、以下続刊予定）
  - 壊れる心（2014年8月 講談社文庫）
  - 邪心（2015年10月 講談社文庫）
  - 二度泣いた少女（2016年8月 講談社文庫）
  - 身代わりの空（2017年8月 講談社文庫【上・下】）
  - 影の守護者（2018年8月 講談社文庫）
  - 不信の鎖（2019年8月 講談社文庫）
  - 空白の家族（2020年8月 講談社文庫）
  - チェンジ（2021年8月 講談社文庫）
- メディア三部作
  - 警察（サツ）回りの夏（2014年9月 集英社 / 2017年5月 集英社文庫）
  - 蛮政の秋（2015年12月 集英社 / 2018年12月 集英社文庫）
  - 社長室の冬（2016年12月 集英社 / 2019年12月 集英社文庫）
- ラストライン
  - ラストライン（2018年11月 文春文庫） - 『週刊文春』連載
  - 割れた誇り（2019年3月 文春文庫） - 『週刊文春』連載
  - 迷路の始まり（2020年3月 文春文庫）
  - 骨を追え（2021年3月 文春文庫）
  - 悪の包囲（2022年3月 文春文庫）
- 昭和の刑事シリーズ
  - 焦土の刑事（2018年7月 講談社 / 2022年4月 集英社文庫）
  - 動乱の刑事（2019年5月 講談社 / 2022年5月 集英社文庫）
  - 沃野の刑事（2019年11月 講談社 / 2022年6月 集英社文庫）

### シリーズ外の作品

#### スポーツ小説
- 野球
  - 8年（2001年1月 集英社 / 2004年1月 集英社文庫）- デビュー作
  - いつか白球は海へ（2004年4月 集英社 / 2009年5月 集英社文庫）
  - 焔 The Flame（2004年7月 実業之日本社 / 2007年9月 中公文庫 / 2011年8月 実業之日本社文庫）
  - ミス・ジャッジ（2006年3月 実業之日本社 / 2008年3月 Jノベル / 2011年4月 実業之日本社文庫）
  - 大延長（2007年7月 実業之日本社 / 2011年6月 実業之日本社文庫、〈高校野球〉）
  - BOSS（2007年10月 PHP研究所 / 2009年9月 PHP NOVELS / 2013年4月 実業之日本社文庫） - 初出：『文蔵』2006年10月号 - 2007年7月号
  - ラストダンス（2009年9月 実業之日本社 / 2012年6月 実業之日本社文庫）
  - 八月からの手紙（2011年6月 講談社 / 2013年5月 講談社文庫） - 初出：『小説現代』2010年6月号 - 2011年5月号連載
  - 傷（2013年9月 講談社 / 2016年1月 講談社文庫） - 初出：『小説現代』2012年10月号 - 2013年7月号連載「傷の行方」を改題、ジャンルとしてはスポーツミステリ
  - 20（2013年10月 実業之日本社文庫）
  - 黄金の時（2015年6月 文藝春秋 / 2018年6月 文春文庫）
  - 虹のふもと（2016年5月 講談社 / 2019年4月 講談社文庫）
  - 1934年の地図（2017年6月 実業之日本社 / 2020年10月 実業之日本社文庫） - 歴史エンタメ・サスペンス
  - ザ・ウォール（2019年2月 実業之日本社）
  - ホーム（2020年6月 集英社 / 2023年6月 集英社文庫）
  - 大連合（2021年6月 実業之日本社）
  - 幻の旗の下に（2021年10月 集英社）
- 陸上競技
  - キング（2003年3月 実業之日本社 / 2015年7月 実業之日本社文庫、〈マラソン〉）
    - 【改題】標なき道（2006年10月 中公文庫）

  - チーム（2008年10月 実業之日本社 / 2010年12月 実業之日本社文庫、〈駅伝〉）
  - ヒート（2011年11月 実業之日本社 / 2014年6月 実業之日本社文庫、〈マラソン〉） - 『チーム』の続編
  - チームII (2015年10月 実業之日本社文庫)  - 『チーム』7年後の物語
  - ランニング・ワイルド（2017年8月 文藝春秋 / 2020年7月 文春文庫） - スポーツ・サスペンス
  - 奔る男　小説 金栗四三（2019年10月 中央公論新社）
  - チームIII (2020年3月 実業之日本社文庫)
- ラグビー
  - 二度目のノーサイド（2003年10月 小学館 / 2009年7月 小学館文庫）
  - 10 -ten- 俺たちのキックオフ（2009年12月 PHP研究所 / 2015年7月 実業之日本社文庫）
  - クラッシャー（スポーツ小説アンソロジー『風色デイズ』〈2012年12月 ハルキ文庫〉に収録）
- その他
  - マスク（2002年4月 集英社 / 2005年 集英社文庫、〈プロレス〉）
  - 天空の祝宴（2008年8月 PHP研究所、〈フリークライミング〉）
  - 水を打つ（2010年10月・11月 実業之日本社文庫、〈競泳メドレーリレー〉）
  - 独走（2013年10月 実業之日本社 / 2016年12月 実業之日本社文庫、〈オリンピックほか〉）
  - ターンオーバー（2014年8月 角川春樹事務所 / 2016年7月 ハルキ文庫、〈野球・アメリカンフットボールほか〉） - 初出：『ランティエ』2013年10月号 - ??月号
  - ルール (2014年12月 実業之日本社 / 2017年10月 実業之日本社文庫､〈クロスカントリースキー〉)

#### ミステリ・警察・社会派小説
- 天国の罠（2002年9月 徳間書店 / 2007年9月 徳間文庫 / 2012年10月 角川文庫）
- 棘の街（2004年3月 幻冬舎 / 2009年10月 幻冬舎文庫）
- 約束の河（2005年1月 中央公論新社 / 2009年11月 中公文庫）
- 神の領域（2006年11月 中央公論新社）
  - 【改題】神の領域 検事・城戸南（2008年10月 中公文庫）
- 虚報（2010年1月 文藝春秋 / 2012年4月 文春文庫）- 初出：『別册文藝春秋』2009年1月号 - 11月号
- 誇り（2010年11月 双葉社）- 東直己・今野敏との競作警察小説集、堂場の作品は「去来」（初出：『小説推理』2010年8月号）
- 沈黙の檻（2010年10月 中央公論新社 / 2013年8月 中公文庫）
- 蒼い猟犬 1300万人の人質（2011年4月 幻冬舎）
- 異境（2011年5月 小学館 / 2014年5月 小学館文庫）- 初出：『STORY BOX』
- 共鳴（2011年7月 中央公論新社 / 2015年1月 中公文庫）
- 衆（2012年5月 文藝春秋）- 初出：『オール讀物』2011年7月号 - 12月号
  - 【改題】衆 1968 夏（2015年7月 文春文庫）
- 暗転（2012年6月 朝日新聞出版 / 2015年6月 朝日文庫）
- 解（2012年8月 集英社 / 2015年8月 集英社文庫）- 初出：『小説すばる』2011年4月号 - 2012年3月号
- ラスト・コード（2012年7月 中央公論新社 / 2015年11月 中公文庫）
- 穢れた手（2013年1月 東京創元社 / 2016年4月 創元推理文庫）
- Sの継承（2013年8月 中央公論新社 / 2016年10月 中公文庫）
- 内通者（2014年2月 朝日新聞出版 / 2017年2月 朝日文庫）
- 埋れた牙（2014年10月 講談社 / 2016年12月 講談社文庫） - 初出：『IN★POCKET』2013年9月号 - 2014年7月号
- 誤断 (2014年11月 中央公論新社 / 2017年11月 中公文庫)
- 夏の雷音（2015年4月 小学館 / 2018年2月 小学館文庫） - 初出：『STORY BOX』43号〈2013年3月〉 - 2015年1月号
- 十字の記憶（2015年8月 KADOKAWA / 2018年10月 角川文庫） - 初出：『小説 野性時代』2014年3月号 - 2015年2月号
- 激動東京五輪1964（2015年9月 講談社） - 大沢在昌・藤田宜永他との競作アンソロジー、堂場の作品は「号外」
- Killers（2015年10月 講談社【上・下】 / 2018年1月 講談社文庫【上・下】）
- バビロンの秘文字I 胎動篇（2016年1月 中央公論新社）
- バビロンの秘文字II 追跡篇（2016年2月 中央公論新社）
- バビロンの秘文字III 激突篇（2016年3月 中央公論新社）
  - バビロンの秘文字（2019年1月 中公文庫【上・下】）
- 黒い紙（2016年9月 KADOKAWA / 2018年9月 角川文庫）
- メビウス1974（2016年10月 河出書房新社）
  - 【改題】メビウス（2019年11月 河出文庫）
- 錯迷（2017年1月 小学館 / 2019年10月 小学館文庫） - 初出：『STORY BOX』2015年6月号 - 2016年5月号
- 犬の報酬（2017年3月 中央公論新社 / 2022年1月 中公文庫）
- ネタ元（2017年7月 講談社 / 2020年11月 講談社文庫）
- 絶望の歌を唄え（2017年12月 角川春樹事務所 / 2020年5月 ハルキ文庫）
- 砂の家（2018年4月 KADOKAWA / 2021年2月 角川文庫）
- 宴の前（2018年9月 集英社 / 2021年7月 集英社文庫）
- ピーク（2019年1月 朝日新聞出版 / 2022年1月 朝日文庫）
- 帰還（2019年4月 文藝春秋 / 2021年11月 文春文庫）
- 決断の刻（2019年7月 東京創元社 / 2022年5月 創元推理文庫）
- インタビューズ（2020年1月 河出書房新社）
- コーチ（2020年10月 東京創元社）
- 刑事の枷（2021年1月 KADOKAWA）
- 沈黙の終わり（2021年4月 角川春樹事務所【上・下】）
- ピットフォール（2021年5月 講談社文庫）
- 赤の呪縛（2021年5月 文藝春秋）
- 聖刻（2021年8月 講談社）
- ボーダーズ（2021年12月 集英社文庫）
- 0 ZERO（2022年2月 河出書房新社）
- 小さき王たち 第一部：濁流（2022年4月 早川書房）
- 小さき王たち 第二部：泥流（2022年7月 早川書房）
- 小さき王たち 第三部：激流（2022年10月 早川書房）
- 鷹の系譜（2022年6月 講談社）
- オリンピックを殺す日（2022年9月 文藝春秋）
- 風の値段（2022年12月 小学館）

#### その他
- バッド・トラップ（2005年7月 幻冬舎）
- 少年の輝く海（2008年5月 集英社文庫）
- オトコのトリセツ（2013年11月 マガジンハウス『Tarzan』誌上連載31話+書き下ろし）
  - 【改題】オトコの一理（2017年9月 集英社文庫）
- グレイ（2014年4月 集英社 / 2018年5月 集英社文庫） - 初出：『小説すばる』2013年2月号 - 2013年12月号まで隔月連載
- 堂場瞬一 通算100冊突破記念号通過点（2015年9月 KAWADE夢ムック） - インタビュー、対談、書下ろし野球小説などを収録
- 弾丸メシ（2022年6月 集英社文庫） - エッセイ

### 未単行本化・連載中
- ラスト・グッド・パス（『小説すばる』2007年12月号）
- 30年目のエース（『小説推理』〈双葉社〉2010年11月号 - 2011年8月号連載【終了】）
- 理不尽（『小説現代』〈講談社〉2011年12月号）
- 堂場瞬一の海外ミステリー応援隊（読売新聞夕刊）
- フルハウス（『紙魚の手帖』〈東京創元社〉vol.16 APRIL 2024 - ）

### 寄稿等
- 早実vs．駒大苫小牧 甲子園を熱狂させた決勝再試合､その舞台裏（中村計・木村修一著、朝日文庫 2014年7月）- 文庫解説を担当
- 小説・マンガで見つける!すてきな仕事 5 つたえる（学研教育出版 2015年2月）-『ラストダンス』が紹介されている

## 訳書
- エド・マクベイン『キングの身代金 新訳版』87分署シリーズ：ハヤカワ・ミステリ文庫、2024年8月

## 映像化作品

### テレビドラマ
テレビ東京・BSジャパン系
- 女と愛とミステリー
  - 警部補・鳴沢了〜破弾〜（2005年3月13日、主演：渡瀬恒彦、原作：破弾）

- 検証捜査（2017年7月5日、主演：仲村トオル）
- 月曜プレミア8
  - ラストライン 刑事 岩倉剛（2020年6月29日、主演：村上弘明、原作：ラストライン）
  - 警視庁追跡捜査係-交錯-（2023年8月7日、主演：遠藤憲一・高橋克典、原作：交錯 警視庁追跡捜査係）

テレビ朝日系
- 断絶（2009年10月3日、主演：松平健）
- 警視庁失踪人捜査課（2010年4月16日 - 6月11日、全9話、主演：沢村一樹）
- 警視庁失踪人捜査課スペシャル（2011年12月24日、主演：沢村一樹）
- 土曜ワイド劇場
  - 棘の街（2011年6月18日、主演：仲村トオル）
  - アナザーフェイス 刑事総務課・大友鉄（2012年5月26日、主演：仲村トオル、原作：アナザーフェイス）
  - アナザーフェイス 刑事総務課・大友鉄2（2013年4月20日、主演：仲村トオル、原作：敗者の嘘）

フジテレビ系
- 土曜プレミアム
  - 刑事・鳴沢了〜東京テロ、史上最悪の24時間〜（2010年5月29日、主演：坂口憲二、原作：讐雨）

- 金曜プレステージ
  - 刑事・鳴沢了2〜偽りの聖母〜（2011年5月20日、主演：坂口憲二）
  - 逸脱〜捜査一課・澤村慶司（2013年2月15日、主演：反町隆史、原作：逸脱）
  - 執着〜捜査一課・澤村慶司2（2014年3月7日、主演：反町隆史、原作：執着）

WOWOW
- 連続ドラマW
  - 誤断（2015年11月22日 - 12月27日、全6話、主演：玉山鉄二）
  - 社長室の冬 ‒巨大新聞社を獲る男‒（2017年4月30日 - 5月28日、全5話、主演：三上博史、原作：社長室の冬）